# 802
Cette page concerne l'année 802  du calendrier julien. Pour l'année 802 av. J.-C., voir 802 av. J.-C.
L'année 802 est une année commune qui commence un samedi.

## Événements

### Asie
- Fondation du royaume du Cambodge par Jayavarman II[1] (fin de règne v. 836). Il fait l'unité des Khmers et fonde les villes d'Angkor et de Mahendraparvata. Il rejette la suzeraineté des Çailendra de Java (il a séjourné jusque vers 790 à Java) et inaugure le culte du dieu-roi (devarãjã), liant la royauté au pouvoir divin de Siva.

### Europe
- Janvier (date probable[2]) : début du règne d'Egbert (Ecbert), roi de Wessex (fin en 839)[3].
  - Egbert, exilé à la cour de Charlemagne, rentre en Angleterre à la mort de Beorhtric de Wessex puis conquiert les royaumes du Kent, de Cornouailles (815/839) et de Mercie.
- Mars : Charlemagne tient une assemblée générale à Aix-la-Chapelle[4]. Il ordonne le renouvellement de la prestation générale du serment à l’empereur et promulgue une série de capitulaires inaugurée par le « grand capitulaire programmatique »[5] ou Capitulare missorum generale.
  - L’empire est réorganisé. Il est divisé en missatica, confiés chacun à deux missi dominici, l’un laïc, l’autre ecclésiastique âgé. Ils sont chargés de faire respecter l’autorité royale, de veiller à l’équité de la justice et de recueillir les serments de fidélité. Ils assurent le minimum de cohésion à l’Empire franc. L’empereur envoie ses missi dans les provinces pour soumettre les ecclésiastiques à un examen approfondi de leurs connaissances doctrinales et liturgiques. Pour la Neustrie, deux missi sont désignés : Fardulf, abbé de Saint Denis, et l'archevêque de Rouen Magenard associé à Mageldaud. Le missaticum de ces derniers comprend huit pagi dont le Maine et le Cotentin[6].
  - Réforme de la justice[7] : les missi ne sont plus chargés uniquement de surveiller les tribunaux comtaux, mais peuvent se substituer à eux, en tenant personnellement le plaid quatre fois par an. Des jurys professionnels, les échevins, se substituent aux jurés populaires nommés parmi les habitants réunis au plaid, qui n’ont plus l’obligation de s’y rendre s’ils ne sont pas en procès (809).
- 20 juillet : arrivée à Aix-la-Chapelle d'une ambassade du calife Harun al-Rachid qui envoie Abul-Abbas, un éléphant blanc à Charlemagne[8].
- Août : arrivée d'une ambassade de Charlemagne à Constantinople ; les envoyés Francs, l'évêque d'Amiens Jessé et le comte Helmgau, auraient proposé un mariage entre Charles et l'impératrice Irène[9].
- Été : Iona et son abbaye sont incendiées et pillées par les Vikings (802 et 806)[10].
- 31 octobre : à la suite d’un coup d’État militaire, l'impératrice byzantine Irène l'Athénienne est détrônée par son ministre des Finances Nicéphore le Logothète[11].
- 1er novembre : couronnement de Nicéphore Ier le Logothète empereur de Byzance. Irène est exilée à Lesbos où elle meurt en août 803. Nicéphore Ier, hostile au moines, pratique une politique modérée afin de consolider les réformes iconoclastes[11].

- Pépin d'Italie s'empare d'Ortona dans les Abruzzes et de Lucera, dans les Pouilles, prise après un long siège ; il en confie la défense à Winigise, duc de Spolète. Après le retrait du roi d'Italie des Pouilles, Grimoald III de Bénévent reprend Lucera[12].
- Les comtes francs Cadaloc et Goteram sont tués au combat contre les Avars révoltés. Charlemagne décide d’envoyer des expéditions à partir de la Bavière pour régler la question avare. Les Francs ravagent la Pannonie, faisant de nombreux captifs et décimant la noblesse avare. À l'automne 803, le tudun fait acte de soumission et est à nouveau pardonné[13].
- Le roi d'Aquitaine Louis le Pieux passe en Espagne. Ses troupes marchent sur Tarragone puis poussent jusqu'à l'Èbre et saccagent les environs de Tortosa de part et d'autre du fleuve. Elles sont victorieuses des armées de l'émir de Cordoue qui les attaquent lors de leur retraite[14].
- Amrus ibn Yusuf est envoyé par l'émir de Cordoue pour mater la révolte de Saragosse. Il reprend Saragosse et Huesca d'où il chasse Bahlul Ibn Marzuq, puis fortifie la place de Tudela qu'il confie à son fils Yusuf. Saragosse se révolte de nouveau en décembre, à l'instigation du Banu Qasi Fortun ibn Musa ; Amru parvient à la réprimer et obtient le poste de gouverneur de Saragosse en 803/804[15].
- Charlemagne rédige le capitulaire. Le capitulaire est un texte législatif, c’est un texte de lois divisé en chapitre appelé capitula dont le but premier est de rappeler les règles de droit traditionnelles ou de les adapter aux conditions nouvelles[16].

## Naissances en 802
- Hugues l'Abbé (fils de Charlemagne).

## Décès en 802
- Bahlul Ibn Marzuq, chef muwallad.